# Barfus

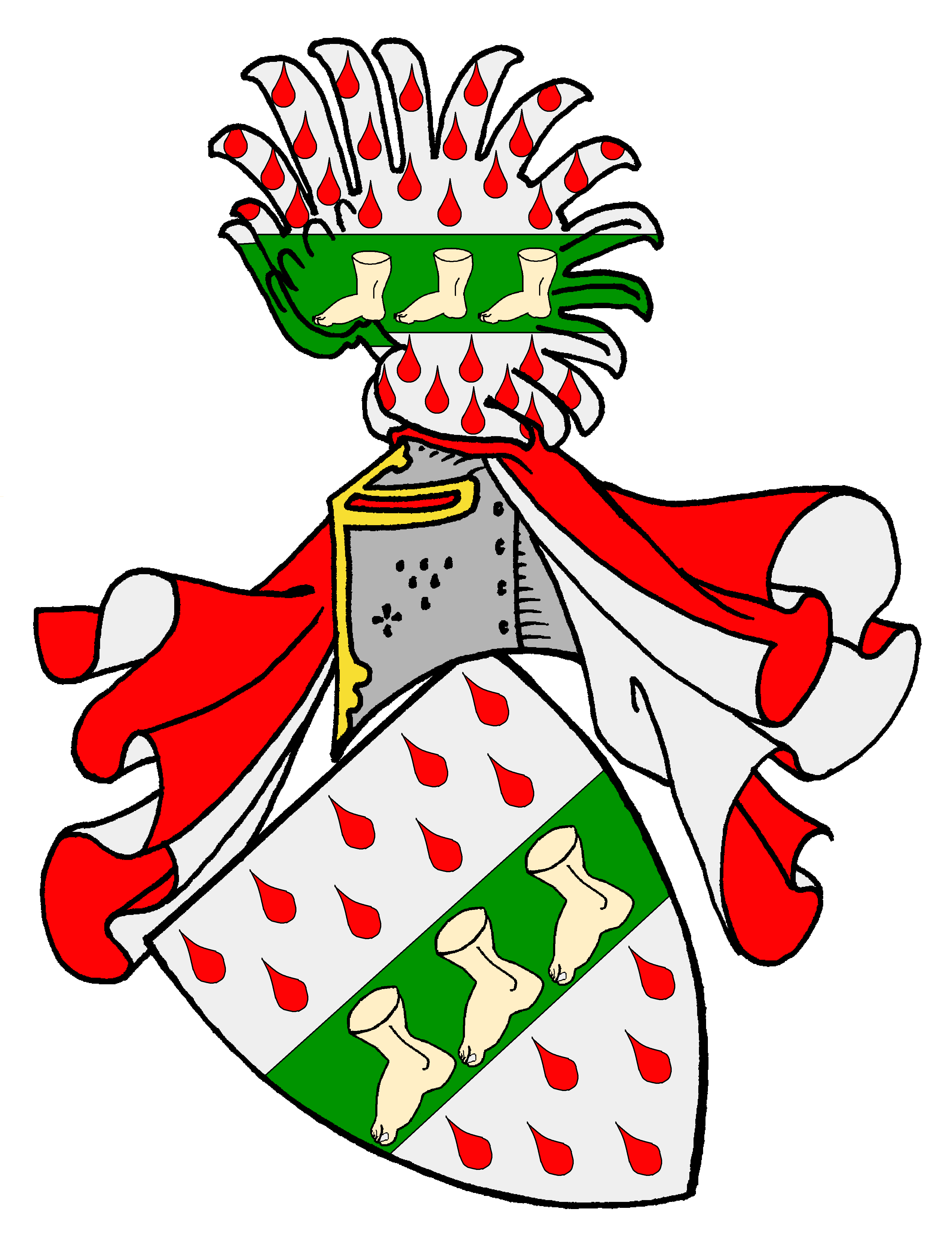
Das Wappen derer von Barfus

Barfus ist der Familienname einer deutschen Uradelsfamilie aus der Altmark, die bis heute besteht.

## Herkunft und Bedeutung
Die Familie von Barfus taucht urkundlich erstmals mit Henricus Barfot im Jahre 1251 in der Altmark auf. Eine Stammreihe beginnt mit dem Ritter Hildebrand Barut, der 1252 Vogt zu Lebus war. In der Mark Brandenburg war auf dem Barnim das Dorf Malchow von vor 1375 bis 1684 im Besitz derer von Barfus, ebenso das Dorf Batzlow von vor 1412 bis 1872.
Sie waren seit dem 16. Jahrhundert auch in Pommern und Schlesien angesiedelt, doch erlosch die pommerische Linie, welche die Präsidentenstelle im Schöppenstuhl zu Stettin erblich besaß, schon in der Mitte des 16. Jahrhunderts. Allerdings wurde Eginhard von Barfus 1825 wiederum in Pommern auf Gut Tetzleben bei Treptow an der Tollense geboren. Die schlesische Linie erlosch 1718.
Das Geschlecht wurde mit Hans Albrecht von Barfus 1699 in Wien in den Reichsgrafenstand erhoben, was im Kurfürstentum Brandenburg im selben Jahr bestätigt wurde. Nachdem Graf Hans Albrecht 1701 bei der Königskrönung Friedrichs III. von Brandenburg die Armee vertreten und als erster Ritter den an diesem Tage gestifteten Schwarzen Adlerorden erhalten hatte, wurde er bald darauf Gouverneur von Berlin. Als er 1702 jedoch den Versuch unternahm, den mächtigen Minister Kolbe von Wartenberg zu stürzen, fiel er beim König in Ungnade und wurde durch Alexander Hermann von Wartensleben ersetzt. Barfus zog sich darauf nach Kossenblatt zurück, wo er 1704 starb.

## Wappen
- Das redende Wappen zeigt in einem mit Blutstropfen besprengten silbernen Schild einen mit drei nackten Füßen belegten grünen Balken. Auf dem Helm mit rot-silbernen Decken ein wie der Schild belegter Flug.
- Bei Siebmacher wird der Schild irrtümlich rot dargestellt – siehe Abbildung; in Danmarks Adels Aarbog von 1885 ist der Balken noch zusätzlich blau dargestellt, ebenso eine Hälfte der Helmdecke.
- Der Wappenschild der Grafen von Barfus wurde 1776 in Johann Friedrich Seyfarts „Der Durchlauchtigen Welt vollständiges Wappenbuch“ goldbordiert dargestellt, als Helmzier fächerförmig stehend drei rote, zweihenkelige Vasen, darin je drei natürliche silberne Lilien an ihren Stängeln. So wurde es auch schon zu Lebzeiten des ersten Grafen, Hans Albrecht von Barfus, dargestellt.
- Abweichend davon zeigt die Fassade seines Besitzes, des Schlosses Kossenblatt, einen gevierten Schild mit dem Stammwappen im Herzschild, im ersten und vierten Feld ein Malteserkreuz (Kreuz des Schwarzen Adlerordens), im zweiten und dritten Feld ein sechsspeichiges Rad. Auf dem Helm fächerförmig gestellt drei Lilienzepter.

Historische Wappendarstellungen
Das Wappen derer von Barfus nach Siebmacher, mit Bügelhelm
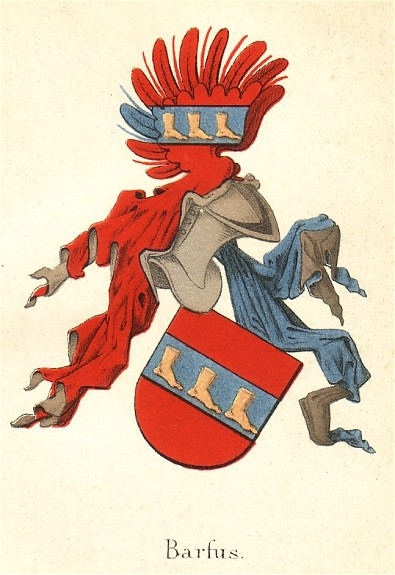
Das Wappen derer von Barfus in Danmarks Adels Aarbog, 1885
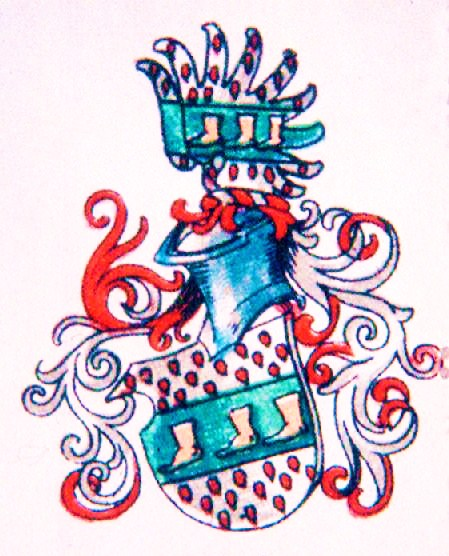
Das Wappen derer von Barfus mit Stechhelm
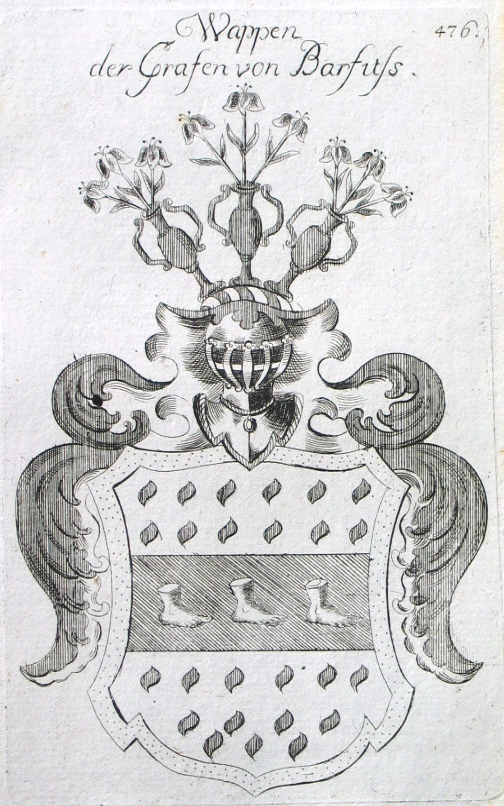
Das Wappen der Grafen von Barfus(s) in Der Durchlauchtigen Welt vollständiges Wappenbuch, 1776
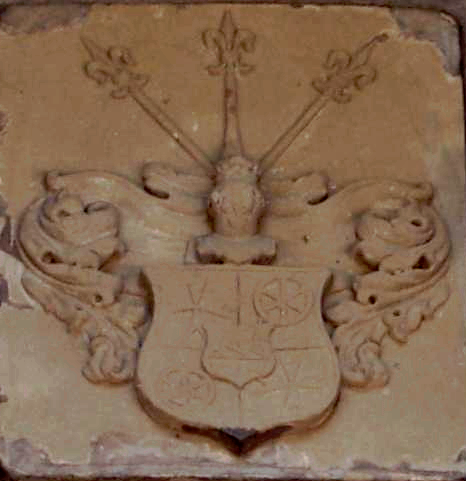
Wappen der Grafen von Barfus am Schloss Kossenblatt (Variante mit dem Stammwappen als Herzschild)

## Stammtafel derer von Barfus
```
                      Hans (erwähnt 1275–1285)
              ___________________|___________________
             |                                       |
             Heinrich (erwähnt 1340–1375)            Hildebrand (erwähnt 1340–1361)
             |                                       |
             Hans (erwähnt 1412–1421)                Gunther (erwähnt 1361–1375)
             |                                       |
             Kuno (erwähnt 1437)                     Nikolaus (erwähnt 1412–1473)
             |                                       |
             Heinrich († 1501)                       Hans (erwähnt 1478; † 1528)
             |                                       |
             Valentin (1492–1557)                    Claus (erwähnt 1528; † 1537)
             |                                       |
             Heinrich (1534–1601)                    Balzer (erwähnt 1537; † 1572)
             |                                       |
             Detlof (1566–1621)                      Richard (erwähnt 1572; † 1613)
             |                                       |
             Georg Heinrich (1611–1673)              Kuno (1594–1658)
 ____________|____________                           |
|                         |                          |

Hans Albrecht
 (1635–1704) Georg Ludwig (1652–1719)   Berend Heinrich (1645–1705)
|                         |                          |
Friedrich (1694–1717)     Georg Henning (1694–1730)  Paul Konrad (1684–1748)
                          |                          |
                          Karl Friedrich (1724–1781) Franz Heinrich (1740–1796)
                          |                          |
                          Johann Christian (1762–?)  
Franz Wilhelm
 (1788–1863)
                          |                          |
                          Eduard (1791–?)            Albrecht (1825–?)
                          |                          |
                          
Eginhard
 (1825–1909)       Hans Albrecht (1857–1927)
                          |                          |
                          Arthur (1860–?)            Hans Albrecht (1905–1973)
                                                     |
                                                     Diethard (* 1939)
                                                     |
                                                     Yorck (* 1970)
```

## Bekannte Namensträger
- Melchior von Barfus (um 1475–1544), Komtur des Johanniterordens und Landvogt der Neumark
- Hans Albrecht von Barfus (1635–1704), brandenburgisch-preußischer Generalfeldmarschall
- Albrecht Siegmund Friedrich von Barfus (1710–1754), preußischer Landrat
- Hennow Ludwig von Barfus (~1720–1782), Bürgermeister und städtischer Landrat von Stargard in Pommern
- Franz Wilhelm von Barfus-Falkenburg (1788–1863), preußischer Generalmajor
- Eginhard von Barfus (1825–1909), deutscher Autor von Abenteuerromanen
- Kuno von Barfus (1858–1923), preußischer Generalleutnant
- Johanna Louise von Normann, geborene von Barfus, siehe Mumien von Illmersdorf

## Sonstiges
Franz Heinrich von Barfuß (1740–1796), der Sohn von Paul Konrad von Barfuß (1684–1748), trat 1759 in die Preußische Armee ein. Am 5. Februar 1760 stand er im Rang eines Fähnrichs, avancierte am 17. September 1762 zum Sekondeleutnant, 30. Juli 1770 zum Premierleutnant, am 3. September 1780 zum Stabskapitän, am 21. August 1783 zum Kompaniechef und schließlich am 1. April 1789 zum Major. Seine gesamte Laufbahn über stand er im Infanterieregiment (Nr. 1), mit dem er am Ende des Schlesischen Krieges (1760/62), den Bayerischen Erbfolgekrieg (1778/1779), und den Krieg in Polen (1792/94) teilnahm. In erster Ehe war er 1781 mit Louise Sophie von Krosigk († 1784) und in zweiter Ehe 1784 mit Leopoldine Wilhelmine Ernestine Charlotte von Young (1769–1816) verheiratet. Von Letzterer stammte sein Sohn, der nachmalige preußische Generalmajor Franz Wilhelm von Barfus-Falkenburg, der noch zwei Schwestern hatte. Die Begräbnisstätte von Barfuß ist auf dem Garnisonsfriedhof in Berlin die älteste, heute auf dem Friedhof noch vorhandene und exakt nachweisbare Begräbnisstätte. Sein Grabdenkmal ist ein Quader aus Sandstein, auf dem eine Urne steht und wurde nach 1796 aufgestellt.